# Muréna obecná
Muréna obecná (Muraena helena Linnaeus, 1758), též zvaná muréna římská, nebo jen murana, je druh mořské dravé ryby z čeledi murénovitých s typickým hadovitým tělem, který může dorůstat délky až 150 cm a hmotnosti 14 nebo 15 kg. Muréna obecná se nejčastěji vyskytuje v oblasti Středozemního moře, ale je možné ji potkat v oblasti rozprostírající se od Senegalu, přes Azory, Kanárské ostrovy až po Britské ostrovy.
Muréna obecná může být pro člověka nebezpečná, cítí-li se ohrožena, dokáže bolestivě pokousat. Jsou známy i případy, kdy muréna zaútočila bez vyprovokování. Dříve se věřilo, že její zuby jsou jedovaté, ale nověji se uvádí, že jed neobsahují.

## Popis

Ukázka „vystřelovací“, tzv. faryngeální čelisti uvnitř tlamy

Muréna obecná má podlouhlé úzké tělo, které je velmi podobné hadům. Může být dlouhé až 150 cm a dosahuje váhy 14–15 kg., ale největší zástupci murén, např. muréna ganžská (Strophidon sathete) dorůstá délky téměř 4 metrů.
V přední části se nachází hlava s tlamou plnou malých, avšak ostrých jehlicových zubů, která se táhne až pod oči. Pozoruhodná je svou vnitřní „vystřelovací“ (faryngeální) čelistí schovanou hluboko v hrdle. Lapí-li kořist do tlamy, tuto menší čelist vysune dopředu a ta se do ni pevně zakousne (často ji přímo překousne). Chycená oběť nemá jednak žádnou šanci na únik a navíc ji snáze pozře. Muréna je jediným známým živočichem, který tuto tzv. faryngeální čelist používá k uchopení kořisti.
Na vrcholku hlavy se nachází dvě malé oči, za kterými jsou umístěny žaberní otvory. Na zrak se ale kdovíjak nespoléhá. Zdá se, že nejdůležitějším a silně vyvinutým smyslem je čich – vybavena je celkem čtyřmi nosními otvory. Oproti ostatním rybám nemá muréna velké ploutve. Částečně ale splývají s tělem, čímž vzniká lem kolem celého těla.
Muréna využívá kamufláže, proto je její tělo zbarveno jako okolní skály. Nejčastěji má tělo barvu hnědou, či tmavě šedou, na kterém se nachází malé žlutobílé skvrny, které se směrem k ocasu ztrácí. Povrch těla je kluzký a bez šupin.
Muréna obecná je příbuzná s Muraena augusti a murénou černoskvrnnou.

## Výskyt

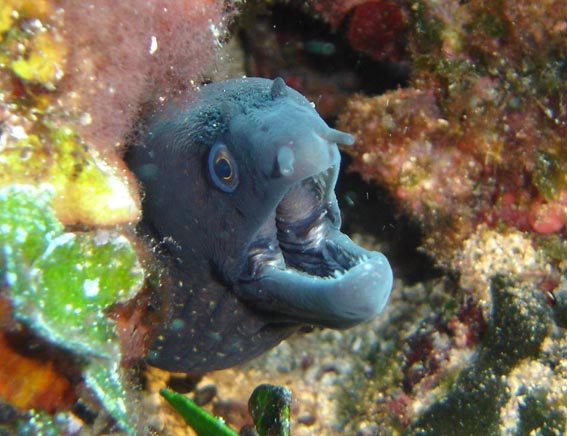
Hlava murény a její otevřena tlama

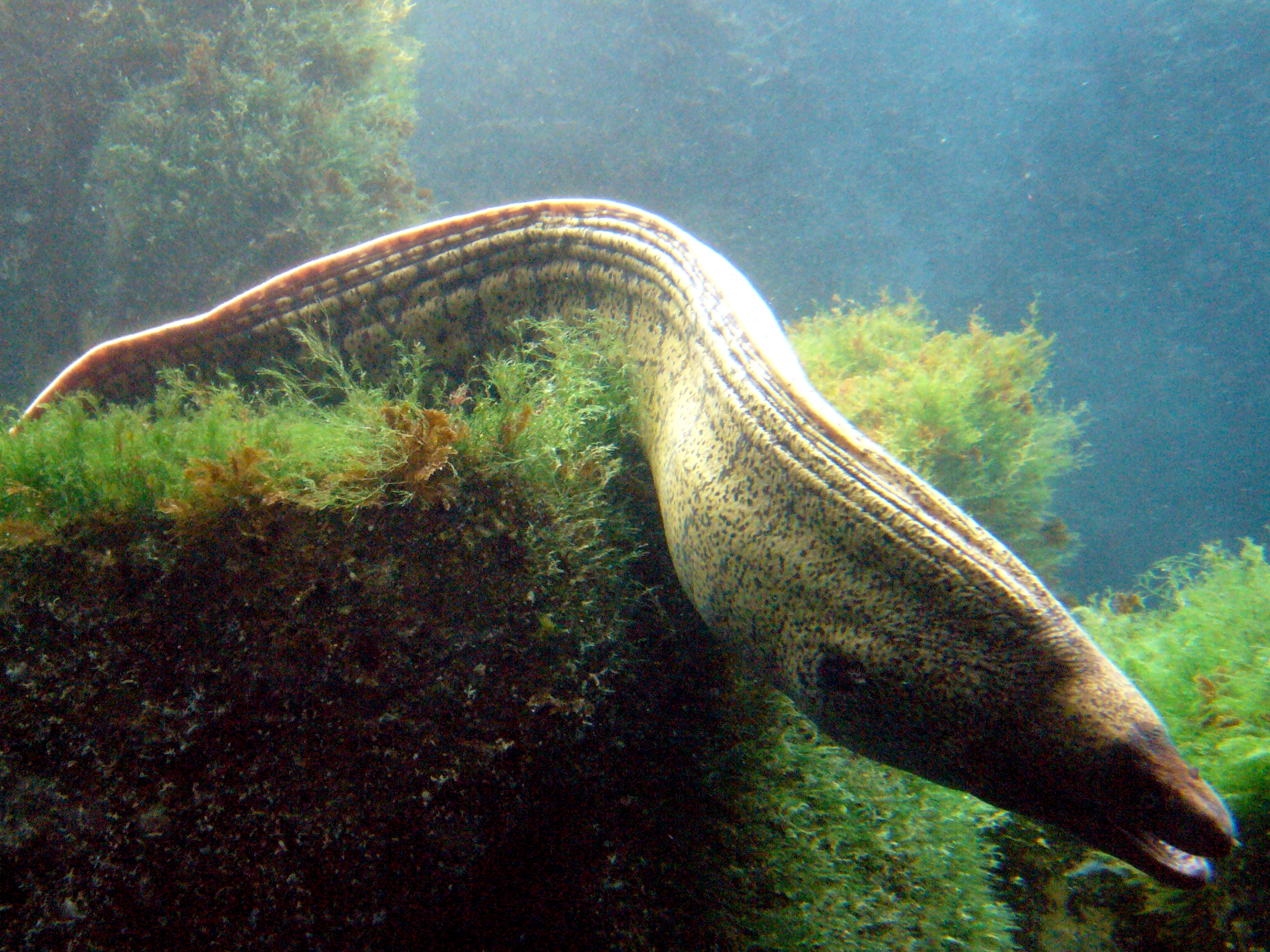
Pohled na celé tělo murény

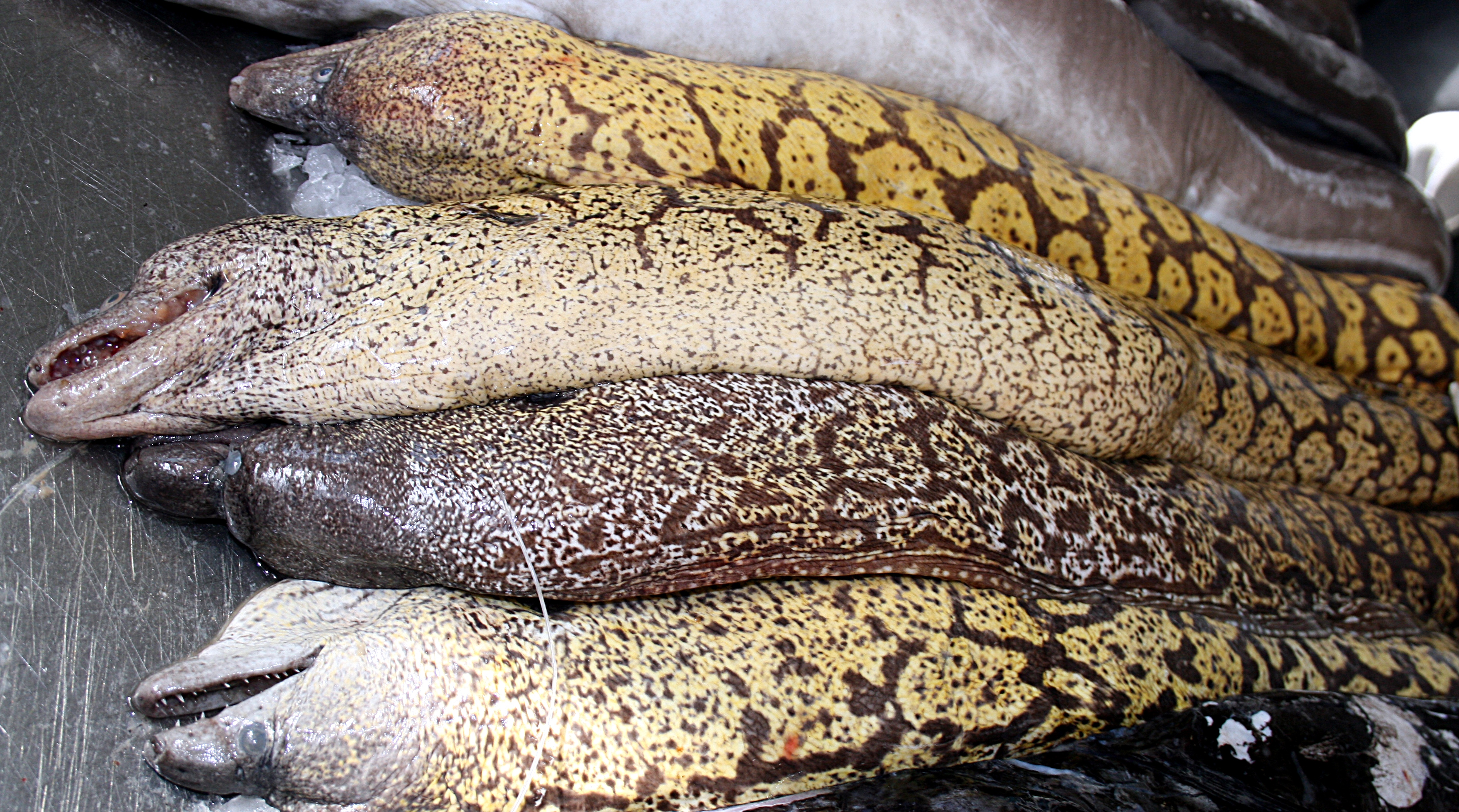
Ulovené murény na rybím trhu, Madeira

Muréna obecná obývá převážně mělké vody do hloubky od 5 do 50 metrů, ale dostat se může pravděpodobně až do hloubky 80 nebo 100 metrů. Obývá oblasti subtropického pásu vymezeného přibližně 13 až 52° severní šířky a 32 až 36° západní délky, což odpovídá oblasti východního Atlantiku, při větší šanci je možné jí spatřit při pobřeží Egypta.Jedná se o teritoriální rybu, která se zdržuje převážně na jednom území.

## Potrava
Muréna se živí převážně menšími živočichy v podobě korýšů, ryb, či sépií, které loví částečně schovaná ve skalnatých dutinách a vracích převážně v noci. Z úkrytu vysunuje ven přibližně 1/3 až 1/2 svého těla a pokud se kořist přiblíží do její blízkosti, střelhbitě vyrazí a chňapne po ní. Díky sadě svých velmi ostrých zubů a také pomocné vnitřní čelisti uchopí kořist zvláště pevně, a ta již nemůže uniknout.

## Rozmnožování
Muréna je dimorfní ryba. Rozmnožuje se převážně v zimním období, kdy jedinci plavou do oblastí s mělčí vodou. Zde se ryby vytřou a nechají volně plavat jikry ve vodě, které je následně vlivem mořských proudů unáší do okolí. Přesný mechanismus jejího rozmnožování ale není znám. Předpokládá se, že jedna samice vypustí okolo 60 000 jiker.

## Hospodářský význam
Muréna je lovena převážně sportovními potápěči pomocí harpuny jako trofej, či na kousky rybího masa, které se používá jako návnada pro sportovní rybaření. Její maso není příliš ceněno a jedná se o levnou rybu, která se dá upravovat vařením, pečením, či grilováním. Vyjma lovení se murény často chovají jako dekorační ryby ve větších akváriích, či v zábavních oceániích. Její kůže se občas používá pro výrobu kožených předmětů.

## V historii
Murény patří k rybám s nejslavnější historií. Staří Římané je chovali v ohrazených mořských zátokách nebo rybnících s mořskou vodou. Jejich maso bylo pokládáno za pochoutku a podáváno na hostinách římských labužníků. Publius Licinius Crassus údajně v 1. stol. př. n. l. choval murénu jako domácího mazlíčka. Traduje se, že římští císaři krmili murény masem z otroků odsouzených k smrti. Ve skutečnosti se nejednalo o běžnou praktiku, ale spíše o exces, spojený se jménem Vedia Pollia, římského boháče a přítele císaře Augusta, který zemřel roku 18 př. n. l. Pollio prý chtěl tímto způsobem potrestat otroka, který mu rozbil velmi cenný pohár, avšak císař Augustus, který byl tehdy u Pollia na návštěvě, mu nepovolil trest vykonat. Tuto historku zmiňují filosof Seneca a přírodovědec Plinius starší. Tradované zprávy o tom, že římští boháči krmili murény lidským masem, aby získaly lahodnější chuť, se nezakládají na pravdě. Jejich autory jsou křesťanští autoři, např. Tertullianus, kteří tak chtěli zdiskreditovat římskou moc.